# Cantone di Cartago
Il cantone di Cartago è un cantone della Costa Rica facente parte della provincia omonima.

## Geografia antropica

### Suddivisioni amministrative
Il cantone corrisponde di fatto alla città di Cartago ed è suddiviso in 11 distretti:
- Aguacaliente (San Francisco)
- Carmen
- Corralillo
- Dulce Nombre
- Guadalupe (Arenilla)
- Llano Grande
- Occidental
- Oriental
- Quebradilla
- San Nicolás
- Tierra Blanca